# 帕伊亞
帕伊亞（Paia，Pāʻia）是美國夏威夷州茂宜縣中的人口普查指定地區，位於茂宜島北岸，面積為19.3平方公里。根據2010年美國人口普查數據，該地人口為2,668人。

## 外部連結
- Paia Town Association（英文）
- 夏威夷觀光局網頁